# Odprto prvenstvo Avstralije 2007
Odprto prvenstvo Avstralije 2007 je teniški turnir, ki je potekal med 16. in 29. januarjem 2007.

## Moški posamično
Roger Federer :  Fernando González, 7–6(7–2), 6–4, 6–4

## Ženske posamično
Serena Williams :  Marija Šarapova, 6–1, 6–2

## Moške dvojice
Bob Bryan /  Mike Bryan :  Jonas Björkman /  Maks Mirni, 7–5, 7–5

## Ženske dvojice
Cara Black /  Liezel Huber :  Chan Yung-jan /  Chuang Chia-jung, 6–4, 6–7(4–7), 6–1

## Mešane dvojice
Daniel Nestor /  Jelena Lihovceva :  Maks Mirni /  Viktorija Azarenka, 6–4, 6–4